# Prove mortali
Prove mortali (Dying to Belong) è un film per la televisione del 1997 diretto da William A. Graham.

## Trama
Quando Lisa comincia il suo primo anno di matricola all'università, tutto sembra perfetto. Ha un nuovo lavoro al giornale dell'università e un nuovo bellissimo fidanzato, Steven. Successivamente a Shelby Blake arriva una settimana d'Inferno e confusa e stressata decide di farla finita buttandosi da una torre.
Lisa e il suo fidanzato Steven non sono sicuri che sia stato un suicidio e cercheranno di scoprire la verità da soli, poiché la polizia ha chiuso il caso.

## Distribuzione
- Uscita negli USA : 24 febbraio 1997
- Uscita in Germania : 15 gennaio 1998
- Uscita in Australia : 28 luglio 2000